# Loser (빅뱅의 노래)
〈Loser〉는 대한민국의 음악 그룹 빅뱅의 노래이다. 이 노래는 2015년 5월 1일, YG 엔터테인먼트를 통해 디지털 음원으로 발매되었다. MADE 시리즈의 M의 첫 번째 노래이다.

## 배경
2015년 4월 25일, YG 엔터테인먼트는 공식블로그 'YG라이프'를 통해 "Loser"와 "BAE BAE"가 포함된 MADE 시리즈의 M의 티저 포스터를 공개하였다. "Loser"는 세상에 던져진 젊은이들의 상처를 그린 곡으로 지드래곤과 T.O.P의 랩과, 태양, 대성, 승리의 보컬이 잘 조화를 이룬 빅뱅 특유의 R&B 감성에 힙합이 느껴지는 노래이다.
지드래곤은 "Loser"에 대해 “가사를 통해 우리가 하고 싶은 말은 빅뱅 뿐만 아니라 연예계에 종사하시는 분들의 모든 고민인 것 같다”며 “관심을 받아야 되고 일거수일투족이 공개화 된 부분이 있지만 우리 또한 똑같은 사람이라는 거다”라고 말했다. 또한 그는 “우리도 꼬집으면 아프고 웃긴 걸 보면 웃고 슬픈 걸 보면 울고 똑같은 상황이다. 가진 직업이 다를 뿐이다. 우리는 가수이기 때문에 가사로 그렇게 표현을 한 거다. 주어진 상황들에 바탕을 둬서 말을 하게 된 것 같다”고 설명했다.

## 차트 성적
"Loser"는 발매 이틀 동안 256,398 디지털 카피를 판매해 가온 디지털 차트 1위를 차지하였다. 9일차 "Loser"는 스트리밍 1,050만과 다운로드 479,474 디지털 카피를 기록하며 2015년 새로운 기록을 갈아치우며, 올해 가장 많은 스트리밍 수를 기록한 아티스트가 되었다. 두 달차, "Loser"는 988,321 디지털 카피를 판매하며 올해 가장 두 번째로 많은 판매를 기록한 노래가 되었다. 발매 두 달 반만인 7월 16일, 100만 디지털 카피를 돌파하였다.
빅뱅은 2015년 5월 7일 미국 빌보드 월드 디지털 송 차트 1위를 차지하였다. 빌보드에 따르면, 이 뮤직 비디오는 미국(5월)에서 이틀동안 가장 많이 시청한 K-Pop 뮤직 비디오 중에서 3위를 기록했다고 보도하였다.
유튜브는 "Loser"의 뮤직 비디오가 24시간 동안 450만 뷰를 기록하며 싸이의 "Gentleman" 이후 가장 많이 시청한 K-Pop 뮤직 비디오 2위를 기록하였다. 두 달 후, 2015년 가장 많이 시청한 K-Pop 뮤직 비디오 2위가 되었다. 2015년 9월 16일 유튜브에 따르면, 지난 4월 30일 공개한 "Loser"의 뮤직 비디오는 6003만 뷰를 기록했다. 이는 2015년에 공개 된 K-Pop 뮤직비디오 중에서 6000만 뷰를 넘은 것은 빅뱅이 처음이다.

## 평가
"Loser"는 한국의 음악 프로그램에서 10개의 트로피를 수상하였다. 트리플크라운을 차지한 《SBS 인기가요》에서 역대 네 번째로 높은 점수의 1위 기록으로 2015년 가장 높은 점수였다. Mnet 《엠카운트다운》에서는 역대 여덟 번째로 높은 점수로 1위를 차지하였다.
퓨즈TV는 "2015년 최고의 곡 중 하나"라고 평했다.

## 뮤직 비디오
"Loser"의 뮤직 비디오는 빅뱅의 "Love Song", "Blue", "Bad Boy", "Monster", "Loser" 등 빅뱅의 수많은 뮤직 비디오를 연출한 한사민 감독이 맡았다. 빅뱅은 2015년 4월 2일부터 4월 8일 로스 앤젤레스에서 머물며, 뮤직 비디오를 촬영했다. 이 뮤직 비디오에서 빅뱅의 멤버들은 감성적이면서도 격렬한 연기를 선보이며, 세상에서 '루저'로 취급 받는 힘든 상황에 처해 괴로워하고 힘들어하는 모습을 표현했다.

## 차트
| 차트 (2015)                       | 최고 순위 |
| --------------------------------- | --------- |
| 재팬 핫 100 (빌보드)              | 42        |
| 대한민국 (가온 주간 싱글 차트)    | 1         |
| 대한민국 (가온 월간 싱글 차트)    | 1         |
| 대한민국 (가온 연간 싱글 차트)    | 3         |
| 미국 월드 디지털 송 차트 (빌보드) | 1         |

판매량
| 차트                       | 순위      |
| -------------------------- | --------- |
| 대한민국 가온 디지털 차트  | 1,405,987 |
| 빌보드 월드 디지털 송 차트 | 9,000     |

## 수상 및 후보

### 음악 프로그램
| 노래    | 프로그램             | 날짜            |
| ------- | -------------------- | --------------- |
| "Loser" | 인기가요 (SBS)       | 2015년 5월 10일 |
| "Loser" | 인기가요 (SBS)       | 2015년 5월 17일 |
| "Loser" | 인기가요 (SBS)       | 2015년 5월 14일 |
| "Loser" | 엠카운트다운 (Mnet)  | 2015년 5월 14일 |
| "Loser" | 엠카운트다운 (Mnet)  | 2015년 5월 21일 |
| "Loser" | 뮤직뱅크 (KBS)       | 2015년 5월 15일 |
| "Loser" | 뮤직뱅크 (KBS)       | 2015년 5월 22일 |
| "Loser" | 쇼 챔피언 (MBC 뮤직) | 2015년 5월 20일 |
| "Loser" | 쇼! 음악중심 (MBC)   | 2015년 5월 9일  |
| "Loser" | 쇼! 음악중심 (MBC)   | 2015년 5월 16일 |